# Heinrich Hiltl
Heinrich Hiltl (* 8. Oktober 1910 in Wien; † 25. November 1982), ab 1939 Henri Hiltl, war ein österreichischer und französischer Fußballspieler und -trainer.

## Karriere in Österreich
Heinrich Hiltl kam bereits mit 15 Jahren zum Brigittenauer AC und gewann mit dem damaligen Zweitligisten die Meisterschaft der 2. Wiener Klasse. Im Premierenjahr in der 1. Klasse der österreichischen (Wiener) Meisterschaft 1926/27 belegte der Brigittenauer AC sensationell den zweiten Platz, wobei Hiltl in dieser Saison ein Meisterschaftsspiel bestritt. In den folgenden Jahren spielte Hiltl eine wesentliche Rolle bei den Brigittenauern und machte sich damit für die Spitzenvereine der ersten Liga interessant. 1929 wechselte Heinrich Hiltl als 19-Jähriger zum Wiener AC und wurde sofort ein fester Bestandteil der Mannschaft. Mit dem Wiener AC feierte Hiltl seine ersten großen Erfolge. 1931 wurde er mit den Schwarz-Roten Österreichischer Cupsieger und erreichte sensationell das Finale des Mitropapokals. Hiltl wurde in allen sieben Mitropacupspielen eingesetzt und wurde mit sieben Toren der Topscorer des Bewerbs. Beide Finalspiele gingen jedoch gegen den First Vienna FC 1894 mit 2:3 und 1:2 knapp verloren. Durch diese Erfolge wurde auch Hugo Meisl auf den Wiener aufmerksam und berief ihn für das Länderspiel am 12. April 1931 gegen die ČSR in die österreichische Nationalmannschaft ein. Hiltl stand in der Startaufstellung, konnte jedoch in diesem Match nicht überzeugen und wurde in weiterer Folge von Hugo Meisl nicht mehr für das Nationalteam berücksichtigt.

## Karriere in Frankreich
1934 verließ Hiltl den Wiener AC und Österreich und nahm ein Auslandsengagement beim französischen Klub Excelsior AC Roubaix an. Auch hier wurde er sofort zu einem unverzichtbaren Bestandteil der Mannschaft und blieb bis 1939 in Roubaix. Mit seinem neuen Verein belegte Heinrich Hiltl von 1936 bis 1939 in der ersten französischen Division die Ränge 9, 8, 6 und 13. Im französischen Pokalbewerb erreichte er mit Roubaix 1936 das Viertelfinale und in den darauf folgenden Jahren jeweils das Achtelfinale. 1939 wechselte Heinrich Hiltl zum Racing Club de Paris und gewann mit den Hauptstädtern in der Saison 1939/40 den französischen Pokalbewerb. In der Meisterschaft belegte Hiltl mit RC Paris den 9. Platz in der 1. Division Nord. Hiltl hatte längst alle Verbindungen zu Österreich, das mittlerweile Teil des Deutschen Reichs geworden war, abgebrochen und nahm, nachdem er das Angebot bekommen hatte, in der französischen Nationalelf zu spielen, im Jahr 1939 die französische Staatsbürgerschaft an. Bei RC Paris traf Hiltl auf zwei weitere Franzosen mit österreichischen Wurzeln, seinen ehemaligen Vereinskollegen beim Wiener AC Rudolf Hiden und den geborenen Linzer Gusti Jordan. 
Sein erstes Spiel in der französischen Nationalmannschaft bestritt Henri, wie er sich nun nannte, gemeinsam mit Hiden und Jordan am 28. Jänner 1940 im Pariser Prinzenparkstadion gegen Portugal. Danach kam Hiltl noch am 24. Dezember 1944 im Heimspiel gegen Belgien zum Einsatz. Beide Spiele konnten von Frankreich gewonnen werden (Portugal 3:2, Belgien 3:1), wodurch die kurze Teamkarriere Henri Hiltls in der französischen Nationalmannschaft eine makellose Bilanz aufweist. 
Nachdem Hiltl mit dem RC Paris 1940 den Pokal gewonnen hatte, verließ er den Verein wieder und wechselte zurück zu Exelsior, für die er bis Kriegsende aktiv war. Im Sommer 1945 unterschrieb Henri Hiltl einen Vertrag bei CO Roubaix-Tourcoing und spielte als Spielertrainer wieder in der ersten französischen Division. Mit CORT belegte er 1945/46 den dritten Rang in der Meisterschaft und feierte 1947 den größten Erfolg in seiner Spielerlaufbahn. Mit 23 Toren in 36 Einsätzen verhalf er dem Großverein aus Roubaix zu dessen erstem und einzigem französischen Meistertitel. 1948 beendete Henri Hiltl, der in Frankreich längst Star- und Kultstatus erreicht hatte, seine Karriere als Spieler, in der er, der bei einer Körpergröße von 1,78 m zu seinen besten Zeiten 78 kg wog, in der französischen 1. Division über 130 Tore geschossen hat. Er wechselte in das Traineramt (nacheinander in Tourcoing, Mouscron/Belgien und Merlebach/Lothringen), das er jedoch nur mäßig erfolgreich ausübte. Allerdings hat er bei SO Merlebach, einem echten „Zechenklub“, eine systematische Talentförderung aufgebaut. Anschließend betrieb Henri Hiltl das Café Le Penalty („Der Strafstoß“) in Roubaix; er verstarb am 25. November 1982 im Alter von 70 Jahren.

## Stationen als Spieler
- 1925–1929 Brigittenauer AC
- 1929–1934 Wiener AC
- 1934–1939 Excelsior AC Roubaix
- 1939–1940 RC Paris
- 1941–1945 Excelsior AC Roubaix
- 1945–1948 CO Roubaix-Tourcoing

## Erfolge als Spieler
- 1 × Französischer Meister: 1947 (CO Roubaix-Tourcoing)
- 1 × Französischer Pokalsieger: 1940 (RC Paris)
- 1 × Österreichischer Cupsieger: 1931 (Wiener AC)
- 1 × Österreichischer Cupfinalist: 1932 (Wiener AC)
- 1 × Mitropacup-Finale: 1931 (Wiener AC)
- 1 × Österreichischer Zweitligameister: 1926 (Brigittenauer AC)
- 1 Länderspiel für die Österreichische Nationalmannschaft 1931
- 2 Länderspiele für die Französische Nationalmannschaft 1940 und 1944

## Stationen als Trainer
- 1950–1959 Stade Olympique de Merlebach
- Excelsior Mouscron
- später (zwischen 1960 und 1965) Union Sportive Tourquennoise